# Saulieu
Saulieu is een gemeente in het Franse departement Côte-d'Or (regio Bourgogne-Franche-Comté). De plaats maakt deel uit van het arrondissement Montbard. Saulieu telde op  	1 januari 2022 2.269 inwoners.
Saulieu is bekend door haar basiliek, haar gastronomie en haar kerstbomen.

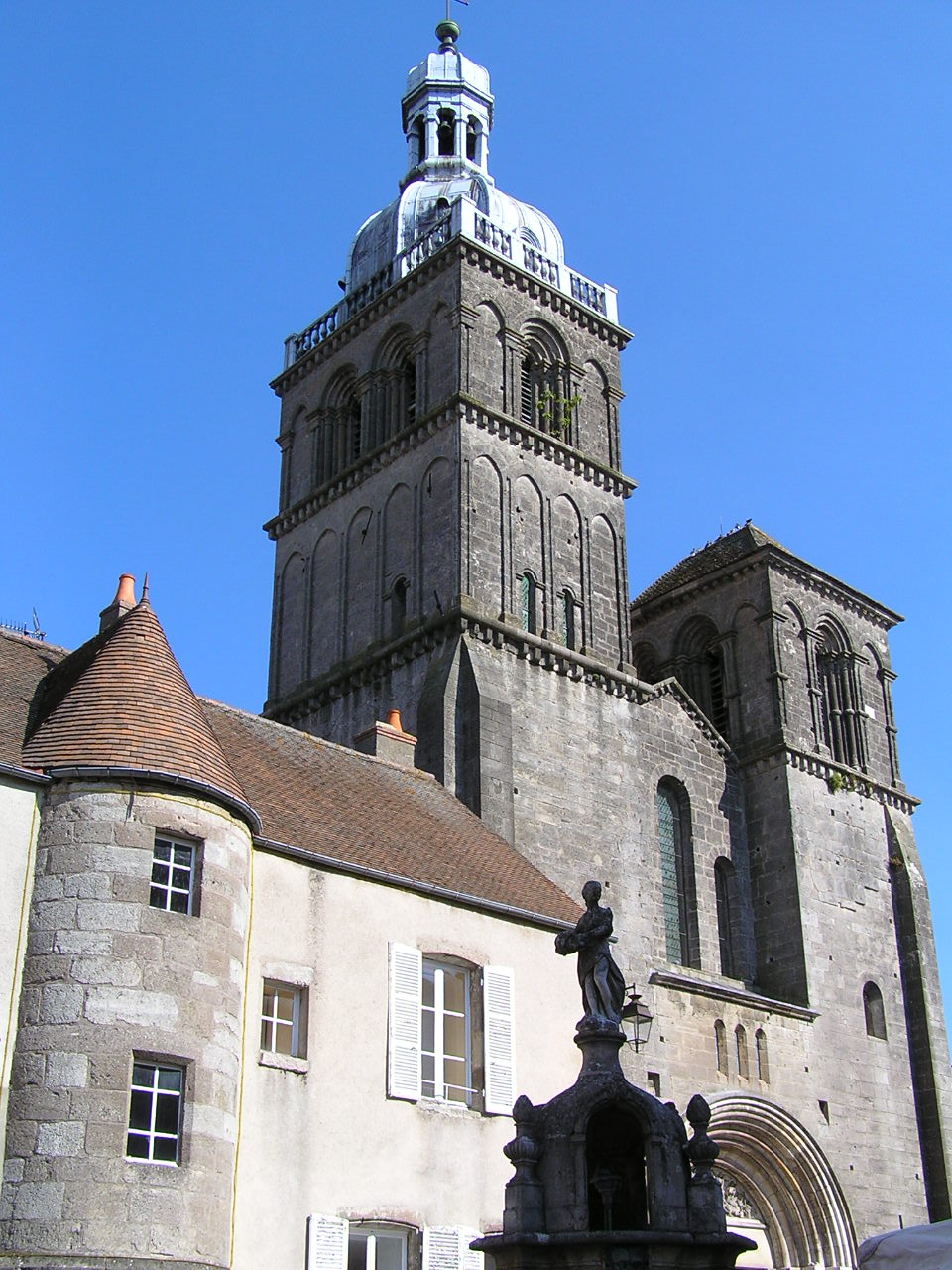
Basiliek Saint-Andoche

## Geschiedenis
De plaats ontstond als Sidolocum, een Gallo-Romeinse plaats aan de Via Agrippa tussen Autun en Avallon. In de 5e eeuw was er een kapel gewijd aan de heilige Andoche. Volgens de legende waren Andoche en Thyrse twee Griekse missionarissen uit de 2e eeuw die in de streek de marteldood stierven. Op de plaats van deze primitieve kapel werd in de vroege middeleeuwen de Abdij Saint-Andoche gesticht. Het dorp en de abdij werden in de 8e eeuw geplunderd door de Saracenen. De Karolingen hielpen bij de heropbouw van de abdij en de basiliek van Saint-Andoche. 
Vanaf 843 viel de abdij onder het bisdom Autun. Het was Étienne de Bagé, bisschop van Autun, die aan het begin van de 12e eeuw opdracht gaf voor de bouw van de huidige basiliek. In 1360 lieten de bisschoppen van Autun een kasteel bouwen en kreeg Saulieu een stadsmuur. In 1624 werd er een ursulinenklooster gebouwd op de ruïnes van het kasteel en in 1641 kwam er een kapucijnenklooster net buiten Saulieu. In de 18e eeuw kreeg de stad een hospitaal en een college en werd begonnen met de afbraak van de stadsmuur. Er kwam ook industrie (textiel, klompen, leer, dakpannen).

## Geografie
De oppervlakte van Saulieu bedroeg op 1 januari 2022 32,03 vierkante kilometer; de bevolkingsdichtheid was toen 70,8 inwoners per km².
Saulieu ligt in de streek Morvan.
De onderstaande kaart toont de ligging van Saulieu met de belangrijkste infrastructuur en aangrenzende gemeenten.

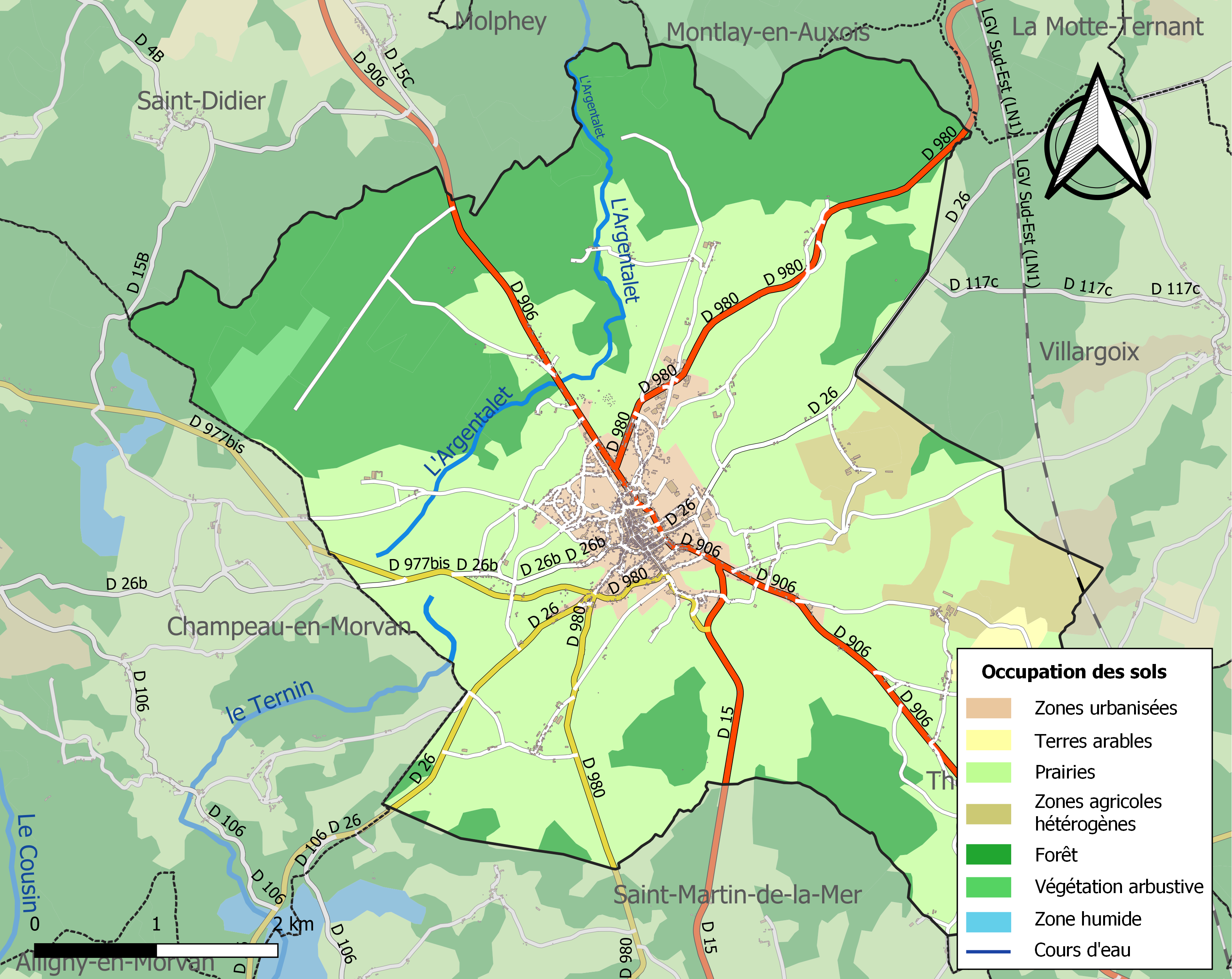

## Cultuur
De middeleeuwse basiliek is architectonisch van belang door zijn romaanse kapitelen.
Het gemeentelijk museum stelt behalve werken van de beeldhouwer François Pompon ook middeleeuwse charters en oude mijlpalen ten toon.
In de 20e en 21e eeuw genoot Saulieu bekendheid voor zijn gastronomie. De stad kende verschillende bekende chefs en restaurants: Victor Burtin in het Hôtel de la Poste (tot 1930), Alexandre Dumaine (1931-1963), Bernard Loiseau (1982-2003) en Patrick Bertron in het Hôtel de la Côte d’Or.

## Verkeer en vervoer
In de gemeente ligt spoorwegstation Saulieu.

## Demografie
Onderstaande figuur toont het verloop van het inwonertal (bron: INSEE-tellingen).

## Jumelages
- Caprino Veronese (Italië)
- Gau-Algesheim (Duitsland)
- Philippeville (België)

## Geboren in Saulieu
- Claude Courtépée (1721-1781), historicus
- François Pompon (1855-1933), beeldhouwer